# 契克斯

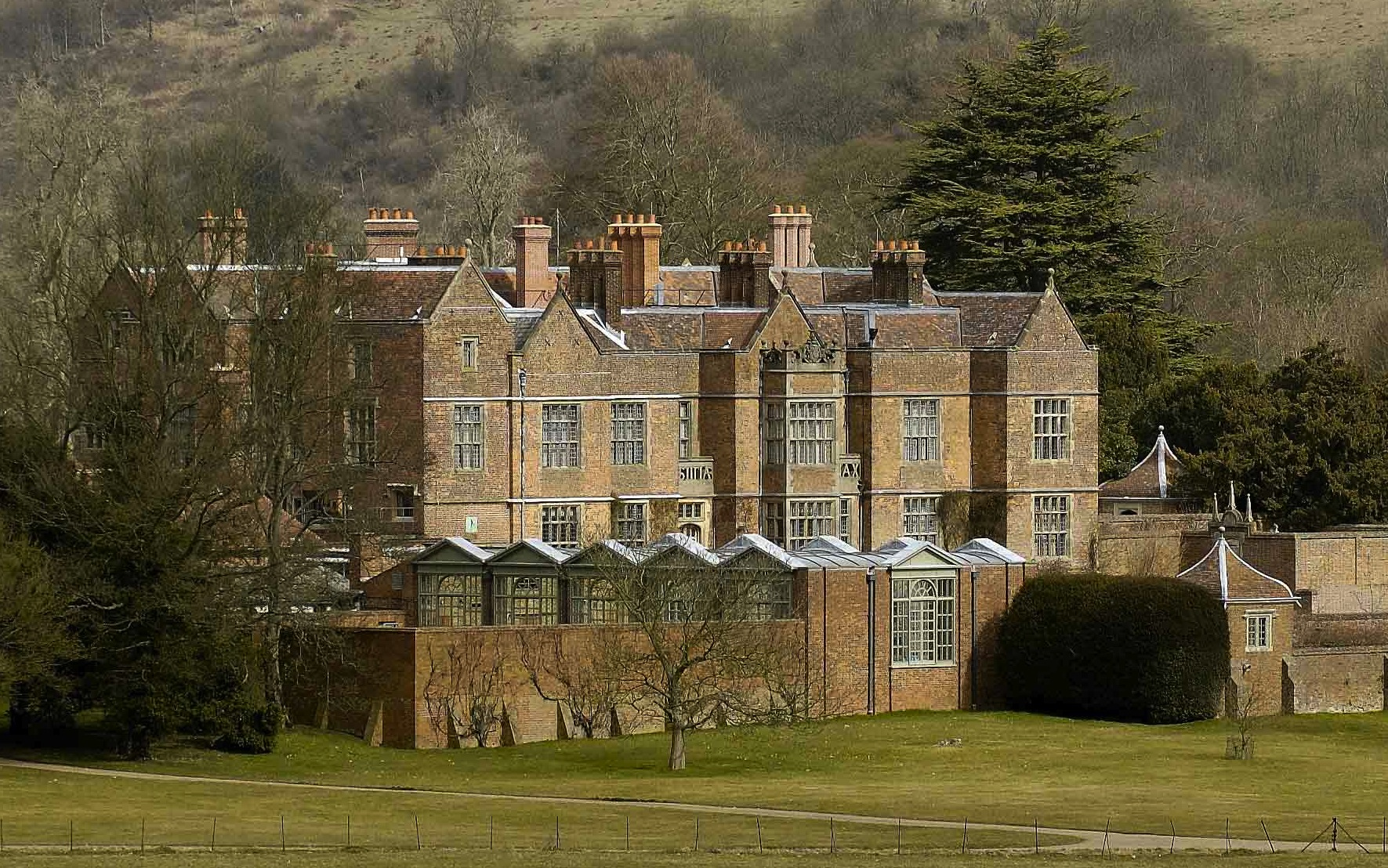
契克斯自1921年成為英國首相的鄉間別墅。

契克斯（/ˈtʃɛkərz/ CHEK-ərz），又名契克斯閣（Chequers Court），是一所位於英格蘭白金漢郡艾爾斯伯里東南方，埃爾斯加堡（Ellesborough）附近，奇爾特恩丘陵山腳的莊園宅第，是英國首相的官方鄉間別墅。
契克斯最早建於12世紀，現存的建築物則建成於16世紀，是一幢具都鐸風格的莊園宅第。至於「契克斯」這個名稱，則大約在1100年代開始成形。琴·格蕾女爵的妹妹，瑪莉·格蕾女爵（Lady Mary Grey）曾在1565年至1567年，遭女皇伊莉莎白一世以未經諮詢皇室而結婚為理由，被軟禁在契克斯。
在第一次世界大戰期間，契克斯曾被徵用作醫院和傷兵的療養院。而在戰後，當時契克斯的業主費勒姆的李勳爵（Lord Lee of Fareham）見自己並無後嗣，又有感首相的出身比以往卑微，大多沒有一所適當的大宅休息和招待國賓，於是有意把契克斯獻給國家。經過與時任英國首相的大衛·勞合·喬治商討後，契克斯遂透《1917年契克斯莊園法案》，贈予英国国民信托，作為首相的鄉郊別墅。勳爵夫婦倆在1921年1月21日在契克斯用過最後一次晚餐後，便正式搬離了契克斯。
毗連契克斯的庫姆山（Coombe Hill）原為莊園的一部分，但在1920年代移交予国民信托，奇爾特恩丘陵杰出自然风景区涵蓋該山嶺。
契克斯是一座甚具歷史價值的建築物，除了外部，不少內部房間仍保留有都鐸時期的裝潢和家具。另外，契克斯曾經多番易手，其中，奧利弗·克倫威爾的後人曾在18世紀入住契克斯，因此契克斯內有大量和克倫威爾有關的收藏品和文物。然而，契克斯和藏品一律不對外開放。
在第二次世界大戰初期，英國政府認為契克斯不足以保護首相溫斯頓·邱吉爾的安全，因此提供邱吉爾暫時使用牛津郡的迪奇利園作為鄉村別莊直到1942年末契克斯的安全防護措施完工。

## 外部連結
- 國家步道網